# Bernardo de Saxe-Weimar
Bernard, Duque de Saxe-Weimar (1604-1639) foi um general protestante durante a Guerra dos Trinta Anos. 
Tendo começado sua carreira muito jovem, no início do conflito, sofreu junto com as forças protestantes as primeiras derrotas contra as forças do imperador do Sacro Império Romano Germânico.
Sua fama teve início após a entrada da Suécia no conflito, pois Bernard logo conquistou a confiança do rei Gustavo II Adolfo. Distinguiu-se na batalha de Breitenfeld (1931) ao comandar o flanco esquerdo do exército sueco. Na batalha de Lützen, em novembro de [1632]], ele desempenhou um papel ainda mais relevante. Quando, no auge da batalha, o rei sueco foi morto, coube a Bernard realinhar as forças protestantes, deter as tropas de Albrecht von Wallenstein e capturar a artilharia imperial. 
Após a morte de Gustavo Adolfo, o campo protestante entrou em nova crise e Bernard, tendo a seu lado o general sueco Horn, foi fragorosamente derrotado na batalha de Nördlingen (1634).
Após aquela derrota, Bernard de Saxe-Weimar, embora sem deixar de combater os imperiais, tornou-se, na prática, um general mercenário. Em 1635 ele transferiu seu pequeno exército (cerca de 9.000 homens) à França, que acabara de entrar na guerra. Com estas ferozes tropas weimarianas, ele tentaria criar seu próprio domínio territorial, centrado na praça forte de Breisach. Antes que isto fosse possível, morreu após uma forte febre em 1639.
Após sua morte, “os comandantes mercenários perderam sua influência política, e até militar, durante o absolutismo. Já não se veriam mais homens como Wallenstein, Mansfeld e Saxe-Weimar tentando usar seus exércitos para criar para si novos estados. Já não se veriam mais exércitos mercenários autônomos, mas sim regimentos formados por mercenários e enquadrados aos exércitos nacionais” .